# Рудня (Волгоградская область)
Ру́дня — рабочий поселок, административный центр Руднянского района Волгоградской области. Железнодорожная станция Ильмень. Расстояние до областного центра — 347 км.
Население — 6086 чел. (2021).

## История
Первоначально населённый пункт носил название слобода Успенская. Предположительно основана в конце XVII века (согласно информации, размещённой на официальном сайте Руднянского городского поселения — в 1699 году). В 1701 году построена первая церковь.
Современное название слобода получила в середине XVIII века, по факту добычи и переработки железной руды, найденной в этом регионе (в 1761 году в слободе уже существовал железный завод).
В Историко-географическом словаре Саратовской губернии, составленном в 1898—1902 годах, значится как волостное село и слобода Руднянской волости Камышинского уезда Саратовской губернии.
Село населяли украинские крестьяне, православные и старообрядцы. Крестьяне составляли два общества: одно бывших крепостных крестьян князей Четвертинских, второе — бывшие государственные крестьяне. Земельный надел государственных крестьян составлял 6207 десятин, в том числе удобной земли — 4942 десятины, бывший владельческих крестьян — 183 десятины.
В 1861 году открыто волостное правление. В селе имелись: с 1867 года — земский медицинский врач, с 1888 года — земский ветеринарный врач. В 1877 году открыта почтово-телеграфная контора, в 1881 году — земская больница. В 1881 году открыто двухкласснное земское училище, в 1886 году — церковно-приходская школа, в 1894 году — женская сельская школа, в 1883 году — товарищеская русско-немецкая школа.
С 1928 года Рудня Камышинская — административный центр Руднянского района Камышинского округа (округ упразднён в 1930 году) Нижне-Волжского края (с 1935 года — Сталинградского края, с 1936 года — Сталинградской области, с 1961 года — Волгоградской области)
15 июля 1959 года Решением исполкома Сталинградского облсовета № 16/36 § 11 село Рудня Камышинская преобразовано в рабочий поселок объединением сёл Русская Бундевка, Рудня Камышинская и посёлка Щелкан. Впоследствии Постановлением Волгоградской областной Думы № 8/75 от 26 мая 1994 года Русская Бундевка снова выделилось в отдельное село.

## Физико-географическая характеристика
Посёлок находится в степной местности, преимущественно в пределах Хопёрско-Бузулукской равнины, являющейся южным окончанием Окско-Донской низменности, являющейся частью Восточно-Европейской равнины, на реке Терса. Большая часть посёлка расположена на левом берегу Терсы, чуть ниже устья реки Щелкан. Рельеф местности равнинный. Правобережная часть посёлка расположена на крайних северных отрогах возвышенности Медведицкие яры, рельеф осложнён оврагами и балками. К северо-востоку от основной части посёлка расположено озеро Валиково. Высота центра населённого пункта — около 105 метров над уровнем моря. Основная часть посёлка окружена пойменными лесами и искусственными лесонасаждениями. Почвы — чернозёмы южные, а также — пойменные нейтральные и слабокислые
Автомобильными дорогами Рудня связана с рабочими посёлками Даниловка (66 км), Елань (68 км) и городом Жирновск (31 км). По автомобильным дорогам расстояние до областного центра города Волгограда составляет 310 км.
Климат
Климат умеренный континентальный (согласно классификации климатов Кёппена — Dfb). Многолетняя норма осадков — 432 мм. Наибольшее количество осадков выпадает в июле — 50 мм, наименьшее в марте — 22 мм. Среднегодовая температура положительная и составляет +6,3 °С, средняя температура самого холодного месяца января −10,1 °С, самого жаркого месяца июля +21,9 °С.
Часовой пояс
Рудня, как и вся Волгоградская область, находится в часовой зоне МСК (московское время). Смещение применяемого времени относительно UTC составляет +3:00.

## Население
Динамика численности населения
| 1860 | 1886 | 1894 | 1897 | 1911 | 1939 | 1959 |
| ---- | ---- | ---- | ---- | ---- | ---- | ---- |
| 2698 | 4091 | 4428 | 6410 | 5136 | 6280 | 7962 |

| 1970  | 1979  | 1989  | 2002  | 2009  | 2010  | 2012  |
| ----- | ----- | ----- | ----- | ----- | ----- | ----- |
| 7807  | ↗8800 | ↗9062 | ↘8044 | ↘7473 | ↘7387 | ↘7318 |
| 2013  | 2014  | 2015  | 2016  | 2017  | 2018  | 2019  |
| ↘7189 | ↘7007 | ↘6841 | ↘6717 | ↘6568 | ↘6394 | ↘6264 |
| 2020  | 2021  |       |       |       |       |       |
| ↘6147 | ↘6086 |       |       |       |       |       |

Национальный состав
По данным переписи населения 1939 года: русские — 53,7 % или 3371 чел., украинцы — 44,3 % или 2779 чел.

## Экономика
- ООО «Руднянское ХПП»
- ООО «Руднянский солодовенный завод» — производство пива и ячменного солода.
- ОАО «Руднянский элеватор»

## Достопримечательности
- Пионовый заказник.